# Iodanthus pinnatifidus
Iodanthus es un género botánico monotípico de plantas , pertenecientes a la familia Brassicaceae. Su única especie, Iodanthus pinnatifidus, es originaria de los Estados Unidos.

## Descripción
Son hierbas perennes, glabra o escasamente pubescentes. Tallos de 3-8 (-10) dm, erguidos, estriados, glabros o raramente escasamente pubescentes. Las hojas glabras o pubescentes, minuciosamente a auriculadas gruesas; pecíolo de (0.5-) 1-4 cm, estrecha a ampliamente lanceoladas alado; limbo, ovadas, elípticas u oblongas; las hojas más altas sésiles. Los pétalos púrpura, rosa o blancos. Frutas lineales. Semillas marrones, oblongas. Floración: abril-julio.

## Hábitat
Se encuentra en orillas sombreadas, matorrales, barrancos arbolados, en acantilados de piedra caliza o arenisca, bosques de tierras bajas, pantanos, llanuras de inundación, arroyos, orillas de arroyos.

## Taxonomía
Iodanthus pinnatifidus fue descrita por (Michx.) Steud. y publicado en Nomenclator Botanicus. Editio secunda 1: 812. 1840.
Sinonimia
- Cheiranthus hesperidioides Torr. & A.Gray
- Hesperis pinnatifida Michx.
- Iodanthus hesperidoides (Torr. & A. Gray) A. Gray
- Thelypodium pinnatifidum (Michx.) S. Watson[2]